# Potęgowo (gemeente)
De gemeente Potęgowo is een landgemeente in het Poolse woiwodschap Pommeren, in powiat Słupski.
De zetel van de gemeente is in Potęgowo.
Op 30 juni 2004 telde de gemeente 7205 inwoners.

## Plaatsen
De gemeente telt 24 administratieve plaatsen (solectwo): Chlewnica, Czerwieniec, Darżyno, Darżynko, Dąbrówno, Głuszynko, Głuszyno, Grapice, Grąbkowo, Karznica, Łupawa, Malczkowo, Nieckowo, Nowa Dąbrowa, Nowe Skórowo, Potęgowo, Radosław, Runowo, Rzechcino, Skórowo, Warcimino, Wieliszewo, Żochowo, Żychlin

## Oppervlakte gegevens
In 2002 bedroeg de totale oppervlakte van gemeente Potęgowo 227,92 km², waarvan:
- agrarisch gebied: 66%
- bossen: 26%

De gemeente beslaat 9,89% van de totale oppervlakte van de powiat.

## Demografie
Stand op 30 juni 2004:
| Omschrijving                   | Totaal | Totaal | Vrouwen | Vrouwen | Mannen | Mannen |
| ------------------------------ | ------ | ------ | ------- | ------- | ------ | ------ |
| eenheid                        | aantal | %      | aantal  | %       | aantal | %      |
| inwoners                       | 7205   | 100    | 3580    | 49,7    | 3625   | 50,3   |
| bevolkingsdichtheid (inw./km²) | 31,6   | 31,6   | 15,7    | 15,7    | 15,9   | 15,9   |

In 2002 bedroeg het gemiddelde inkomen per inwoner 1545,44 zł.

## Aangrenzende gemeenten
Cewice, Czarna Dąbrówka, Damnica, Dębnica Kaszubska, Główczyce, Nowa Wieś Lęborska